# Oh, Serafina !
Pour plus de détails, voir Fiche technique et Distribution.
Oh, Serafina ! (Oh, Serafina!) est une comédie de mœurs italienne réalisée par Alberto Lattuada et sortie en 1976.
Il s'agit de l'adaptation du roman Oh, Serafina! Fiaba di ecologia, di manicomio e d'amore de Giuseppe Berto publié en 1973 chez Rusconi Libri (it).

## Synopsis
Augusto Valle est un industriel et écologiste en perte de vitesse. Il épouse par amour l'une de ses ouvrières, qui n'a au contraire accepté sa proposition que par intérêt personnel, et qui s'arrange bientôt pour qu'il soit interné dans un asile. À cette fin, elle séduit également le maire qui approuve l'opération. À l'asile, cependant, Augusto n'est pas du tout malheureux, c'est même là qu'il trouve enfin l'âme sœur. 

## Fiche technique
- Titre original italien : Oh, Serafina![1]
- Titre français : Oh, Serafina ![2]
- Réalisateur : Alberto Lattuada
- Scénario : Alberto Lattuada, Enrico Vanzina, Giuseppe Berto d'après son roman Oh, Serafina! Fiaba di ecologia, di manicomio e d'amore publié en 1973 chez Rusconi Libri (it)[3].
- Photographie : Lamberto Caimi (it)
- Montage : Sergio Montanari
- Musique : Fred Bongusto, José Mascolo
- Décors : Vincenzo Del Prato
- Costumes : Quirino Conti
- Production : Bianca Lattuada (it)
- Société de production : Rizzoli Film
- Société de distribution : Cineriz
- Pays de production :  Italie
- Langue originale : italien
- Format : Couleurs - 1,85:1 - Son mono
- Durée : 96 minutes
- Genre : Comédie de mœurs
- Dates de sortie :
  - Italie : 28 octobre 1976
  - France : 20 avril 1977

## Distribution
- Renato Pozzetto : Augusto Valle
- Dalila Di Lazzaro : Serafina Vitali
- Angelica Ippolito : Palmira Radice
- Marisa Merlini : Belinda, la mère d'Augusto
- Gino Bramieri : Maire
- Aldo Giuffré : Professeur Osvaldo Caroniti
- Fausto Tozzi : Carlo Vigeva
- Enrico Beruschi : greffier de l'état civil
- Lilla Brignone : secrétaire à l'entreprise Valle
- Alba Maiolini : femme de ménage de Valle
- Howard Ross Romeo Radice
- Brizio Montinaro : comptable Cusetti
- Gianni Magni : infirmier Tommaso
- Ettore Manni : le père de Serafina.
- Renato Pinciroli : père d'Augusto
- Franco Nebbia : Dr. Colbiati
- Daniele Vargas : ass. Buglio
- Guerrino Crivello : frère franciscain

## Production
Le film a été tourné dans divers endroits de Lombardie, principalement dans les provinces de Crémone et de Milan. L'asile est en fait l'ancien couvent de Sainte-Marie-de-la-Croix, adjacent au sanctuaire du même nom et situé à Crema, dans le quartier Sainte-Marie-de-la-Croix. La villa familiale de Serafina est la Villa San Michele à Ripalta Cremasca, dans le hameau San Michele. L'usine de Pozzetto se trouve dans le village de Palosco, dans la province de Bergame. Le clocher d'où se jette le père d'Auguste est celui de l'église Santa Margherita à Settimo Milanese. Enfin, il y a la Basilique Saint-François d'Assise, le seul lieu non lombard du film. 